# Christian Prosenik
Christian Prosenik (ur. 7 czerwca 1968 w Wiedniu) – austriacki piłkarz występujący na pozycji pomocnika, reprezentant Austrii w latach 1991–1999, trener piłkarski.

## Kariera klubowa
Prosenik zawodową karierę rozpoczynał w 1986 roku w Austrii Wiedeń z austriackiej Bundesligi. Zadebiutował w niej 23 maja 1987 w wygranym 3:1 pojedynku z FC Admira Wacker Mödling. 29 sierpnia 1987 w zremisowanym 1:1 spotkaniu z Wiener SC strzelił pierwszego gola w lidze. W Austrii spędził 9 lat. W tym czasie zdobył z nią 3 mistrzostwa kraju (1991, 1992, 1993), dwukrotnie Puchar Austrii (1990, 1992) oraz 4 Superpuchary Austrii (1990, 1991, 1992, 1993).
W 1995 roku Prosenik odszedł do Casino Salzburg, grającego także w Bundeslidze. Jego barwy reprezentował przez rok, a potem przeszedł do Rapidu Wiedeń. Tam z kolei występował przez 3 lata.
W 1999 roku podpisał kontrakt z niemieckim TSV 1860 Monachium. W niemieckiej Bundeslidze zadebiutował 13 sierpnia 1999 roku w przegranym 1:2 meczu z VfL Wolfsburg. 6 listopada 1999 roku w wygranym 2:1 pojedynku z SpVgg Unterhaching zdobył pierwszą bramkę w niemieckiej lidze. W TSV grał przez rok.
W 2000 roku Prosenik wrócił do kraju, gdzie został graczem Austrii Wiedeń. Następnie grał w zespołach First Vienna FC 1894, Wiener SC, SV Schwechat,  SVS Antonshof-Kleder oraz Borussia Hetzendorf, gdzie w 2012 roku zakończył karierę w wieku 44 lat.

## Kariera reprezentacyjna
W Austrii Prosenik zadebiutował 1 maja 1991 w przegranym 0:6 towarzyskim meczu ze Szwecją. W latach 1991–1999 w drużynie narodowej rozegrał w sumie 24 spotkania i zdobył 1 bramkę.

## Życie prywatne
Jest ojcem piłkarza Philippa Prosenika.

## Sukcesy
Austria Wiedeń
- mistrzostwo Austrii: 1990/91, 1991/92, 1992/93
- Puchar Austrii: 1989/90, 1991/92
- Superpuchar Austrii: 1990, 1991, 1992, 1993